# 斑鱼狗

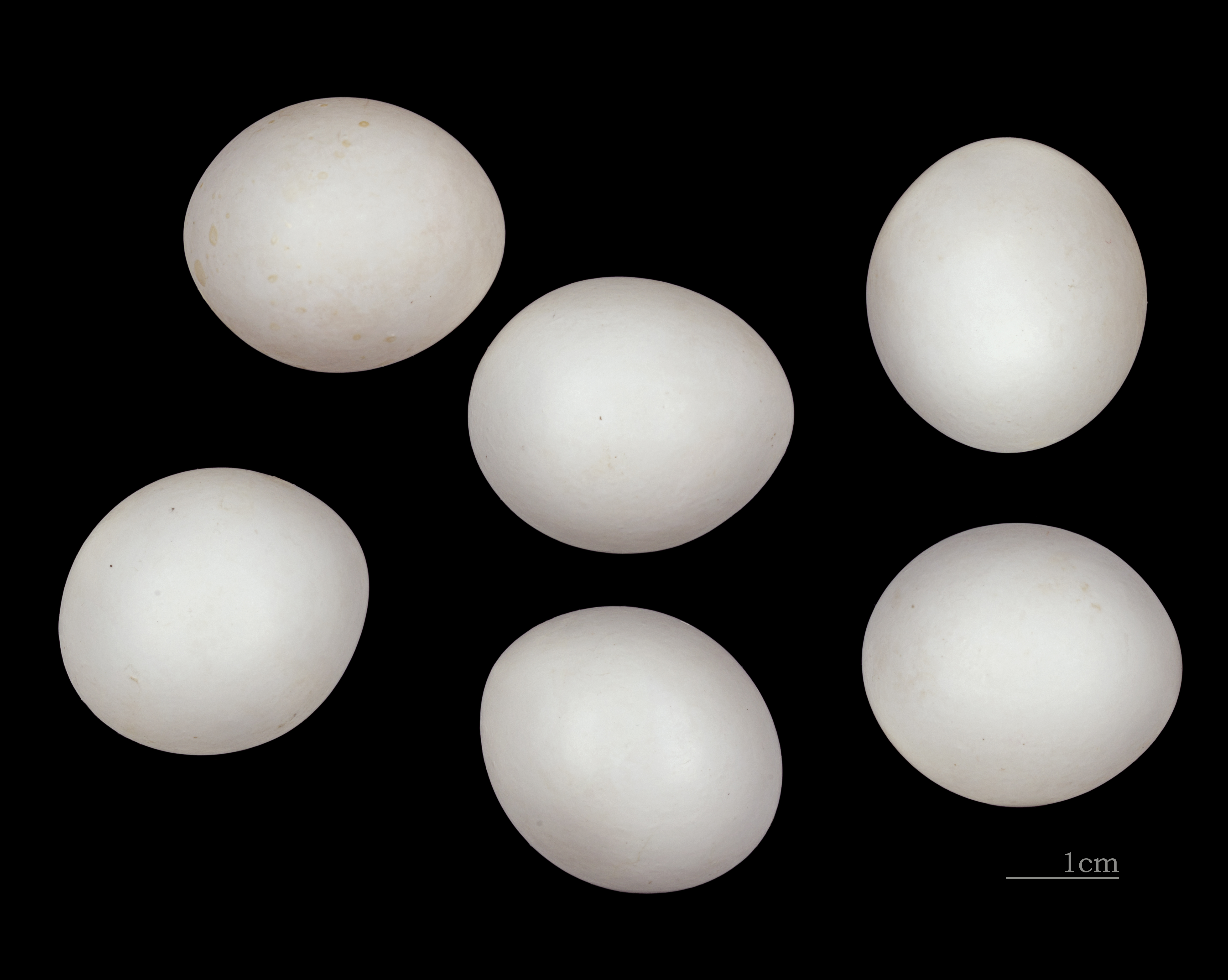
Ceryle rudis

斑鱼狗为翠鸟科鱼狗属的唯一物种。以高超的捕鱼技术闻名, 能够悬停于空中。在非洲、 中东和东南亚地区广泛分布。该物种的模式产地在埃及。
以鱼为主食，偶尔也吃甲壳类或水生昆虫。

## 亚种
- 斑鱼狗普通亚种（学名：Ceryle rudis insignis）。在中国大陆，分布于云南、长江中游、东南沿海和海南等地。该物种的模式产地在海南。[4]
- 斑鱼狗云南亚种（学名：Ceryle rudis leucomelanura）。在中国大陆，分布于云南、广西等地。该物种的模式产地在斯里兰卡。[5]